# 全烋星
全烋星（1989年10月13日—），名字常被譯作全孝盛，韓國女歌手、演員，曾為韓國女子團體五少女成員，隊內擔當忙內，2009年以韓國女子團體Secret成員身分正式出道，隊內擔任隊長。

## 經歷

### 五少女時期
五少女早在2005年開始籌備出道，成員包括智娜、知元、幽珍、婑斌和烋星。而Good娛樂原本打算讓她們在2007年出道，但是就在團體即將出道前夕，Good娛樂卻因為財務問題而擱置，導致成員只能分別轉往其他經紀公司發展。烋星亦誇耀深厚的友情說「雖然五少女告吹後很害怕，但是相信經歷了痛苦會變得更成熟。現在還和五少女的姐姐們保持聯繫。因為是一起度過2年的人，即使很久才見面，也像昨天見的人一樣親密」。

### Secret時期（2009-2018）
2009年，烋星離開Good娛樂轉投TS娛樂，並成為旗下新女團Secret隊長。10月15日，以女團首張單曲《I Want You Back》出道。
2011年11月8日，烋星開通個人Twitter，11月23日，烋星由於不慎從宿舍樓梯摔落受傷，導致左膝蓋軟骨破裂，右腳腳背骨折，送院後需接受四星期的治療，被逼停工休息。
2013年1月18日，擔任女性內衣品牌「Yes」代言人，廣告推出不單奠定烋星性感女神形象，更導致該季最新內衣搶購一空，烋星得以繼續擔任同年秋季內衣代言人。
2014年2月，參演有線頻道OCN電視劇《看見鬼的刑警處容》，飾演娜英; 5月12日，推出首張個人單曲〈Top Secret〉，主打歌為《Good-night Kiss》。
2015年5月7日，個人第一張迷你專輯《FANTASIA》發行，主打曲為《Into you》。同日在首尔弘大举行个人回归Showcase，随后全面投入个人专辑的宣传活动。
2016年2月29日，全烋星獲又石大學表演藝術與音樂劇學系錄取，在3月2日與新生們參加鎮川校區舉辦的開學典禮。
2016年3月28日，公開全烋星第二張個人迷你專輯《染色：Colored》全部音源和主打歌《Find Me》的MV。
2017年對TS娛樂提出合約訴訟，要求與公司解約。於2018年11月14日全烋星於一審勝訴，但在11月16日TS娛樂表示將繼續上訴。

### Solo活動時期（2018至今）
2019年11月13日，宣布與經紀公司Tommy & Partners娛樂合約已到期，決定不續約，並成立個人經紀公司JHS娛樂。
2019年11月15日，主演韓國環境產業技術研究所為宣導環保消費文化製作的公益網絡電視劇《我心中的畫》（내 마음에 그린）首播，並獻唱親自填詞的該劇OST《總是，我》(항상 나를)，該劇分六集，分別在Naver TV和YouTube播放。
2019年11月21日，發行10周年紀念單曲《STARLIGHT》回歸歌壇。
2020年4月27日，擔任MBC FM4U《夢想電台》的特別DJ。

## 音樂
- 2009年 《My Boo》收錄於Untouchable專輯（Feat. 烋星&善伙）[14]
- 2017年 《Dangerous》由電視劇《完美的妻子》發行第二波原聲帶[15]

### 單曲
| 單曲 | 單曲資料                                                                    | 曲目                                                                |
| 1st  | 首張單曲《TOP SECRET》 - 發行日：2014年5月12日 - 語言：韓語 - 銷量：11,067+ | 曲目 1. 여자를 몰라 (Feat.제이켠) 2. Good-night Kiss 3. 밤이 싫어요 |
| 2nd  | 第二張單曲《STARLIGHT》 - 發行日：2019年11月21日 - 語言：韓語 - 銷量：數位  | 曲目 1. STARLIGHT 2. STARLIGHT(Inst.)                               |

### 迷你專輯
| 單曲 | 單曲資料                                                                             | 曲目                                                                                        |
| 1st  | 首張迷你專輯《FANTASIA》 - 發行日：2015年5月7日 - 語言：韓語 - 銷量：16,086+         | 曲目 1. 날 보러와요 2. Into you（반해） 3. Taxi Driver 4. 꿈이었니 5. 5분만 더              |
| 2nd  | 第二張迷你專輯《染色 : Colored》 - 發行日：2016年3月28日 - 語言：韓語 - 銷量：6,364+ | 曲目 1. Follow Me 2. Find Me (Feat. D.Action) 3. 딱 걸렸어 4. So Good 5. Dear Moon 6. Hello |

## 電視劇
| 年份 | 電視台  | 劇名                     | 角色   | 性質     |
| 2012 | SBS     | 《蠑螈道士和影子操作團》 | 秀妍   | 客串     |
| 2014 | OCN     | 《能看見鬼的警察處容》   | 韓娜英 | 女主角   |
| 2014 | KBS     | 《貓來了》               | 韓秀梨 | 女主角   |
| 2015 | OCN     | 《能看見鬼的警察處容2》  | 韓娜英 | 女主角   |
| 2016 | SBS     | 《Wanted》               | 朴寶妍 | 女配角   |
| 2017 | tvN     | 《內向的老闆》           | 金喬禮 | 女配角   |
| 2020 | tvN     | 《Memorist》             | 姜智恩 | 女配角   |
| 2023 | ENA     | 《鬼怪計程車》           | 高世羅 | 特別出演 |
| 2023 | Netflix | 《絕世網紅》             | 吳敏惠 |          |

## 網路劇
| 年份 | 網路平台 | 劇名           | 角色   | 性質   |
| 2019 | Naver TV | 《我心中的畫》 | 韓瑞麟 | 女主角 |

## 綜藝節目

### 節目主持
| 日期                           | 電視台     | 名稱                  | 共同出演              | 備註       |
| 2009年11月9日－ 2010年2月12日  | Mnet       | 《少年少女歌謠100》   | 申東澔                | 固定主持   |
| 2011年4月15日－ 待查           | SBS MTV    | 《THE SHOW》          | Luna                  | 固定主持   |
| 2012年9月29日                  | MBC        | 《Show! 音樂中心》    | 善伙、黄光熙          | Special MC |
| 2015年4月7日－ 2015年12月25日  | KBS W      | 《Beauty Bible 2015》 | 黃光熙、 姜勝賢       | 固定主持   |
| 2016年10月18日－ 2018年3月27日 | MBC every1 | 《Video Star》        | 朴素賢、 金淑、朴娜萊 | 固定主持   |
| 2019年4月8日-至今              | JTBC 4     | 《Beauty Room》       | 朴孝敏                | 固定主持   |

### 嘉賓出演
| 日期           | 電視台 | 節目名稱        | 集數 | 共同出演                | 備註 |
| 2019年12月29日 | SBS    | 《Running Man》 | E483 | 許卿煥、姜泰伍 、YOYOMI |      |
| 2020年1月5日   | SBS    | 《Running Man》 | E484 | 許卿煥、姜泰伍 、YOYOMI |      |
| 2020年5月10日  | SBS    | 《Running Man》 | E502 | 玟奎                    |      |

## 廣播電台

### 固定電台節目
| 日期                        | 電台     | 節目名稱          |
| --------------------------- | -------- | ----------------- |
| 2020年5月11日－2022年1月2日 | MBC FM4U | 全烋星的夢想Radio |

## 获奖
- 2016年：SBS演技大赏 － 体裁类电视剧 女子特别演技赏（Wanted）
- 2020年: MBC演艺大赏 － Radio部门 新人赏 《全烋星的梦想Radio》

## 外部連結
- Secret韓國官方網站
- 全烋星的V LIVE（页面存档备份，存于）
- 全烋星官方微博 （页面存档备份，存于） （中文）
- 全烋星的X（前Twitter）
- 全烋星的Instagram帳戶
- YouTube上的全烋星頻道